# Battaglia di Ballymore-Eustace
La battaglia di Ballymore-Eustace fu combattuta durante la rivolta irlandese del 1798 il 24 maggio 1798 tra un manipolo di ribelli irlandesi, appartenenti alla Society of United Irishmen  e una guarnigione di soldati britannici di stanza presso il villaggio di Ballymore-Eustace.

## Retroscena
Il villaggio di Ballymore-Eustace si trova nella contea di Kildare al confine con la Contea di Wicklow. A seguito delle prime avvisaglie della rivolta irlandese del 1798, la rete di informatori al servizio della corona inglese avevano avvertito le autorità britanniche che alcuni rivoltosi irlandesi erano pronti ad assalire la locale guarnigione di stanza nel villaggio. Per questo motivo il 10 maggio era stato inviato un distaccamento di dragoni, uniti ad alcuni miliziani lealisti provenienti da Tyrone, Antrim e Armagh. Le operazioni di repressione furono così fruttuose che gli inglesi requisirono circa 300 armi di vario genere e ciò indusse il loro comandante a pensare che la minaccia di rivolta fosse stata sventata e che quindi non fosse più necessaria una presenza così massiccia di soldati, ordinando a circa 120 dei suoi uomini di lasciare la città e alleggerire così la pressione sulla cittadinanza, rimanendo con una guarnigione di circa 50 uomini.

## L'assalto dei ribelli
Contrariamente alle deduzioni del comandante inglese, i rivoltosi non avevano per nulla abbandonato i loro disegni e, durante la notte, intorno all'una fu sparato un colpo d'arma da fuoco dal campanile del villaggio come segno dell'inizio dell'attacco. A questo segnale circa 500 ribelli si avvicinarono al villaggio con lo scopo di assalire di sorpresa tutte le abitazioni dove erano di stanza in piccoli gruppi i soldati inglesi, per sopraffarli prima che potessero organizzarsi in gruppo ed usando la stessa tecnica usata a Naas e Prosperous. Tuttavia, a causa di una scarsa coordinazione tra i vari gruppi di assalitori, gran parte dei soldati britannici riuscirono a sfuggire all'agguato e a raccogliersi nel loro quartiere principale dove si riorganizzarono velocemente. Dopo un combattimento di circa due ore, i ribelli, sprovvisti di artiglieria, non riuscirono a fare breccia nel quartier generale dove erano asserragliati i nemici, i quali, decisero di contrattaccare uccidendo nella loro carica un centinaio di ribelli, riuscendo a vanificare l'agguato nemico. Le perdite per gli inglesi furono 12 morti e cinque feriti, oltre all'incendio della locale chiesa protestante e di numerose abitazioni dove alloggiavano i soldati.
La rappresaglia di questo assalto fu molto dura, e fu una delle dirette conseguenze del massacro di Dunlavin Green dove 36 sospetti ribelli irlandesi vennero giustiziati a scopo preventivo, nel timore che stessero progettando un agguato simile per la locale guarnigione inglese.